# U-254
| U-254                                                                                    | U-254 | U-254 |
| ---------------------------------------------------------------------------------------- | --- | --- |
|                                                                                          | | |
|                                                                                          | | |
|                                                                                          | | |
| Під прапором                                                                             | Третій Рейх | Третій Рейх |
| Спуск на воду                                                                            | 20 вересня 1941 року                                                                                               | 20 вересня 1941 року                                                                                               |
| Виведений зі складу флоту                                                                | 8 грудня 1942 року                                                                                                 | 8 грудня 1942 року                                                                                                 |
| Сучасний статус                                                                          | затоплений | затоплений |
| Бойовий досвід                                                                           | Друга світова війна Битва за Атлантику                                                                             | Друга світова війна Битва за Атлантику                                                                             |
| Проєкт                                                                                   | | |
| Тип ПЧ                                                                                   | середній торпедний ДПЧ                                                                                             | середній торпедний ДПЧ                                                                                             |
| Вартість                                                                                 | 4 714 000 ℛℳ | 4 714 000 ℛℳ |
| Основні характеристики                                                                   | | |
| Швидкість (надводна)                                                                     | 17,9 вузла | 17,9 вузла |
| Швидкість (підводна)                                                                     | 8 вузлів | 8 вузлів |
| Робоча глибина занурення                                                                 | 100 м | 100 м |
| Гранична глибина занурення                                                               | 220 м | 220 м |
| Автономність плавання                                                                    | 135—174 км на швидкості 4 вузли (в підводному положенні) 11 470 км на швидкості 10 вузлів (у надводному положенні) | 135—174 км на швидкості 4 вузли (в підводному положенні) 11 470 км на швидкості 10 вузлів (у надводному положенні) |
| Екіпаж                                                                                   | 44—60 осіб | 44—60 осіб |
| Розміри                                                                                  | | |
| Довжина найбільша (по КВЛ)                                                               | 67,1 м | 67,1 м |
| Ширина корпусу найб.                                                                     | 6,2 м | 6,2 м |
| Висота                                                                                   | 9,6 м | 9,6 м |
| Середня осадка (по КВЛ)                                                                  | 4,74 м | 4,74 м |
| Водотоннажність надводна                                                                 | 769 т | 769 т |
| Силова установка                                                                         | | |
| дизель-електрична; 2 дизельних двигуни MAN M 6 V 40/46, 2 електродвигуни BBC GG UB 720/8 | | |
| Гвинти                                                                                   | 2 | 2 |
| Потужність                                                                               | 2 × 2100—2310 к.с. (дизелі) 2 × 750 к.с. (електродвигуни)                                                          | 2 × 2100—2310 к.с. (дизелі) 2 × 750 к.с. (електродвигуни)                                                          |
| Озброєння                                                                                | | |
| Артилерія                                                                                | 1 × 88-мм палубна гармата SK C/35                                                                                  | 1 × 88-мм палубна гармата SK C/35                                                                                  |
| Торпедно- мінне озброєння                                                                | 4 носових і один кормовий ТА 14 торпед або 26 мін TMA                                                              | 4 носових і один кормовий ТА 14 торпед або 26 мін TMA                                                              |
| ППО                                                                                      | 1 × 37-мм зенітна гармата Flak M42 2 × 20-мм зенітні гармати FlaK 30                                               | 1 × 37-мм зенітна гармата Flak M42 2 × 20-мм зенітні гармати FlaK 30                                               |

U-254 — німецький підводний човен типу VIIC, часів Другої світової війни.
Замовлення на будівництво човна було віддане 23 вересня 1939 року. Човен був закладений на верфі суднобудівної компанії «Bremer Vulkan-Vegesacker Werft» у місті Бремен-Вегесак 14 грудня 1940 року під заводським номером 19, спущений на воду 20 вересня 1941 року, 8 листопада 1941 року увійшов до складу 8-ї флотилії. Також під час служби входив до складу 9-ї флотилії.
Човен зробив 3 бойових походи, в яких потопив 3 судна (загальна водотоннажність 18 553 брт).
Затонув 8 грудня 1942 року у Північній Атлантиці південно-східніше мису Фарвель (58°45′ пн. ш. 33°02′ зх. д. / 58.750° пн. ш. 33.033° зх. д.) після зіткнення з U-221. 41 член екіпажу загинув, 4 врятовані.

## Командири
- Капітан-лейтенант Ганс Гілардоне (8 листопада 1941 — 8 грудня 1942)
- Капітан-лейтенант Одо Леве (вересень — жовтень 1942)

## Потоплені та пошкоджені кораблі[3]
| Назва             | Тип            | Належність      | Дата          | Тоннаж (БРТ) | Вантаж                                | Статус    | Місце                                                       |
| Flora II          | вантажне судно | Велика Британія | 2 серпня 1942 | 1 218        | 358 т риби та 200 т льоду             | потоплено | 62°45′ пн. ш. 19°07′ зх. д. / 62.750° пн. ш. 19.117° зх. д. |
| Esso Williamsburg | танкер         | США             | 3 жовтня 1942 | 11 237       | 110 043 барелів морського палива      | потоплено | 55°00′ пн. ш. 33°00′ зх. д. / 55.000° пн. ш. 33.000° зх. д. |
| Pennington Court  | вантажне судно | Велика Британія | 9 жовтня 1942 | 6 098        | 8 494 т зерна та вантажівки на палубі | потоплено | 58°18′ пн. ш. 27°55′ зх. д. / 58.300° пн. ш. 27.917° зх. д. |